# Wambrechies
Wambrechies település Franciaországban, Nord megyében. Lakosainak száma 10 984 fő (2022. január 1.). Wambrechies Linselles, Bondues, Marquette-lez-Lille, Quesnoy-sur-Deûle, Saint-André-lez-Lille és Verlinghem községekkel határos.

## Népesség
A település népessége az elmúlt években az alábbi módon változott:
| Lakosok száma | 9854 | 10 162 | 10 626 | 10 948 | 10 857 | 10 608 | 10 716 | 10 798 | 10 984 |
|               | 2013 | 2015   | 2016   | 2017   | 2018   | 2019   | 2020   | 2021   | 2022   |